# Efrem (Kycaj)
Jefriem, imię świeckie Iwan Stepanowycz Kycaj (ur. 5 lipca 1966 w Zaszkowyczach) – biskup Ukraińskiego Kościoła Prawosławnego Patriarchatu Moskiewskiego.

## Życiorys
Urodził się w rodzinie chłopskiej. W 1985 ukończył dwuletnią szkołę kucharską we Lwowie. Po odbyciu zasadniczej służby wojskowej został psalmistą w cerkwi św. Filipa w Nowogrodzie. Rok później, w 1988, rozpoczął naukę w seminarium duchownym w Moskwie, po ukończeniu której (w 1992) wstąpił jako posłusznik do ławry Peczerskiej. 25 marca tego samego roku złożył w tymże monasterze wieczyste śluby mnisze. 27 marca 1992 został hierodiakonem, zaś 10 października – hieromnichem.
W 1996 ukończył wyższe studia teologiczne w Kijowskiej Akademii Duchownej, otrzymując stopień naukowy kandydata teologii za pracę poświęconą metropolicie kijowskiemu Filaretowi (Amfitieatrowowi).
13 września 1996 miała miejsce jego chirotonia na biskupa krzyworoskiego i nikopolskiego. Od 2006 nosi tytuł arcybiskupa. 17 sierpnia 2015 otrzymał godność metropolity.